# اما آقایان
اِما آقایان یا اِما اردوخانیان (ارمنی: Էմա Աղայան زاده ۱۹۲۵ خورشیدی در تبریز) سیاستمدار ارمنی‌تبار اهل ایران است. آقایان نماینده ارمنیان مرکز و شمال در مجلس شورای ملی در دوره بیست و چهارم بود.
وی نخستین زن از اقلیت‌های مذهبی در تاریخ ایران است که به مجلس ایران راه یافت و همچنین تنها نمایندهٔ زن اقلیت مذهبی در ادوار بیست و چهارگانهٔ مجلس شورای ملی نیز به‌شمار می‌آید.

## زندگی‌نامه
اِما آقایان در ۱۹۲۵ میلادی (۱۳۰۴ خورشیدی) در تبریز متولد شد. او به همراه چهار برادر خود در خانواده‌ای فرهنگی در تهران رشد کرد. برادران اِما آقایان از فرهیختگان جامعهٔ ارمنیان ایران محسوب می‌شدند. باغداسار مهندس معمار و سه برادر دیگرش تاتول، آریس و اِمیل از پزشکان بنام بودند. فعالیت اجتماعی وی شامل عضویت در سازمان بین‌المللی زنان بوده و در انجمن‌های مختلف ارمنی‌ها فعالیت در خور توجهی داشته است. وی در دوره بیست و چهارم مجلس شورای ملی به عنوان نمایندهٔ ارمنی‌های تهران و شمال انتخاب گردید.
همسر وی، شاهن آقایان از وکلای برجسته بود. آن‌ها دو فرزند، یک دختر و یک پسر، داشتند که پسر ایشان در دانشگاه هاروارد آمریکا در رشتهٔ حقوق تحصیل کرد.
آقایان از دوران جوانی در فعالیت‌های مختلف اجتماعی شرکت داشت و از اعضای انجمن بین‌المللی زنان بود. وی در فعالیت‌های اجتماعی، خیریه، آموزشی و فرهنگی ایران و انجمن‌های مختلف ارمنیان شرکت می‌جست. همچنین از اعضای فعال انجمن پرورش گل و گیاه ایران بودند. او هم‌اکنون در پاریس به سر می‌برد.